# Jewgeni Kirpitschnikow
Jewgeni Kirpitschnikow (russisch Евгений Кирпичников, englische Transkription: Evgeny Kirpichnikov; * 15. Januar 1985 in Minsk)  ist ein belarussischer Biathlet.
Jewgeni Kirpitschnikow lebt und trainiert in Minsk. Er begann 1994 mit dem Biathlonsport. Kirpitschnikow startet für ZSKA Minsk und wird vom Trainer Kunkewitsch betreut. Er bestritt seine ersten internationalen Meisterschaften bei den Juniorenweltmeisterschaften 2003 in Kościelisko, wo er 78. des Einzels und 71. des Sprints wurde. 2006 bestritt er in Obertilliach drei Sprintrennen im Europacup, nachdem er seit 2003 schon diverse Juniorenrennen der Rennserie bestritten hatte. Bestes Resultat bei den Männern wurde ein 77. Rang. Erstes Großereignis waren die Sommerbiathlon-Weltmeisterschaften 2006 in Otepää, wo er 30. des Einzels und 26. des Massenstartrennens wurde.